# ʿUbayd Allāh al-Mahdī
Abū Muḥammad ʿAbd Allāh ibn al-Ḥusayn (in arabo عبيد اللّه المهدي ﺑالله بن الحسين‎?, ʿUbayd Allāh al-Mahdī ibn al-Ḥusayn), noto anche con il nome regale al-Mahdī biʾllāh (ʿAskar Mukram, 873 o 874 – Mahdia, 3 marzo 934) è stato fondatore della dinastia fatimide e il suo primo Imām.

## Biografia

### La missione di Abū ʿAbd Allāh al-Shīʿī
Il centro della propaganda (daʿwah) ismailita si trovava in Siria, nella cittadina di Salamiyya, tra Homs e Hama. Tale propaganda sciita inquietava il califfo abbaside. L'Imam Ismāʿīl b. Jaʿfar al-Ṣādiq, figlio del settimo Imam sciita, aveva inviato in Maghreb degli agenti ( dāʿī ) incaricati di spianare la via a un "inviato". Tra costoro Abū ʿAbd Allāh al-Shīʿī seppe costituire una piccola struttura ismailita in Cabilia, con l'aiuto essenziale dei berberi Kutama. A tal fine fece ricorso a ogni astuzia, a ogni strumento di persuasione e, all'occorrenza, alla forza allorché certi capi della tribù si opponevano a lui. Egli riuscì a convincere le popolazioni del luogo promettendo di sopprimere le imposte non-coraniche, nettamente superiori alla zakat, alla jizya e al kharāj
ʿUbayd Allāh al-Mahdī si decise infine a raggiungere il Maghreb ma non riuscì a incontrare Abū ʿAbd Allāh, rifugiandosi quindi a Sijilmassa (attuale Marocco). Nel 905, su richiesta dell'emiro aghlabide Ziyādat Allāh, il governatore di Sijilmāsa lo pose in residenza sorvegliata, senza tuttavia capire quale fosse la vera identità di ʿUbayd Allāh e, tanto meno, la sua finalità.
Il 19 marzo 909 Abū ʿAbd Allāh sconfisse definitivamente gli Aghlabidi presso al-Arbus (Laribus). Sei giorni dopo entrò vittorioso nella capitale dell'Emirato, Raqqāda. Abū ʿAbd Allāh partì immediatamente dopo in direzione di Sijilmāsa per incontrarsi finalmente con il suo Imam che non aveva mai visto. Lungo il tragitto distrusse l'Emirato kharigita rustemide di Tahert (26 agosto 909).

### Conquista del potere di ʿUbayd Allāh al-Mahdī
Il 6 gennaio 910 ʿUbayd Allāh al-Mahdī arriva trionfalmente a Raqqāda, indossando una veste nera mentre il figlio porta un indumento identico ma di seta arancione. Tutti i notabili locali gli prestarono il giuramento di fedeltà (bayʿa). La Legge islamica è confermata in tutte le sue fattispecie, smentendo la propaganda ostile che accusava l'Ismailismo di aberranti deviazioni dottrinarie e giuridiche.
Il 15 gennaio 910 assume il titolo di califfo - in realtà egli usa il perfetto sinonimo, usato anche in ambiente sunnita, di Imam (Guida) - e di "Comandante dei credenti", malgrado l'esistenza ampiamente riconosciuta del califfo abbaside. Fu la prima volta che due califfati vennero a coesistere nella Dār al-Islām. Un quindicennio più tardi ne nascerà un terzo: quello omayyade di al-Andalus, con ʿAbd al-Rahmān III, costringendo i faqīh (giurisperiti) musulmani a complessi funambolismi teorici per giustificare la legittima presenza di più di un Califfato (che teoricamente ha senso solo se universale, quindi unico).
Nel 911 Abū ʿAbd Allāh, spinto da suo fratello, sembra abbia ordito i primi fili di un complotto contro l'Imam che aveva tanto potentemente contribuito a creare. ʿUbayd Allāh fece mettere a morte un certo numero di esponenti Kutāma che s'erano ribellati e fece giustiziare Abū ʿAbd Allāh e suo fratello nel 911
I Kutāma che erano più attaccati ad Abū ʿAbd Allāh che all'Imam si ribellarono. ʿUbayd Allāh riuscì a controllare la situazione nel continente ma perse il controllo di buona parte della Sicilia musulmana.

### I tentativi di conquista dell'Egitto
Non appena il Maghreb fu pacificato al-Mahdī si preoccupò immediatamente di conquistare l'Egitto: primo passo per avvicinarsi alla Mesopotamia e sconfiggere gli "usurpatori" Abbasidi.
Un primo tentativo, condotto nel 914-15 da Ḥabaṣa b. Yūsuf - un berbero appartenente al raggruppamento tribale dei Kutama - riuscì a conquistare Sirte, permettendo a Ḥabaṣa di entrare il 6 febbraio 914 a Barca (oggi Benghazi).
Il 7 luglio del 914, il figlio ed erede dello stesso Imam, al-Qāʾim (cui era stato affidato il comando della flotta fatimide e che gli aveva consentito di portare le sue navi a incrociare davanti alle coste egiziane per espugnare poi Tripoli prima di riguadagnare le proprie basi nordafricane) si mosse anch'egli contro l'Egitto con un esercito di tutto rispetto.

Contrariamente però agli ordini ricevuti, Ḥabaṣa non attese l'arrivo di al-Qāʾim per proseguire la sua avanzata e conquistare Alessandria il 27 agosto del 914. L'esercito abbaside, grazie al suo generale Muʾnis, giunse con le sue navi da Tarso in soccorso degli Ikhshididi, riuscendo a impedire ai Fatimidi di entrare più in profondità nel Paese.
Gli eserciti fatimidi si ritirarono allora, pur dopo essere rimasti per qualche tempo ad Alessandria, lasciando una guarnigione a Barca, rientrando nelle loro basi in Ifriqiya il 26 maggio del 915..
Nel 914 al-Mahdī decise la costruzione del porto di Mahdia, a sud-est di Qayrawan (ritenuta ancora filo-aghlabide), designandola come propria capitale. Essa fu inaugurata con grandiose cerimonie il 20 febbraio 921, dopo sette anni dall'inizio dei lavori, cosa che gli consentì di avviare l'allestimento di una poderosa flotta che gli sarebbe stata utile per riprendere la sua offensiva verso l'Egitto ikhshidide.
Nel 919 al-Qāʾim effettuò un secondo tentativo di invasione dell'Egitto. L'esercito fatimide, sotto il suo comando, partì il 5 aprile del 919 e l'avanguardia giunse rapidamente ad Alessandria. I contingenti fatimidi aggirarono la città per dirigersi verso la capitale di Fustat ma furono ancora una volta respinti dopo una disfatta navale inflitta loro a Rosetta dalla flotta abbaside guidata da Mu'nis il giorno 11 maggio 920). I soldati fatimidi ripiegarono allora su Barca.
Tenendo conto di questi insuccessi in Egitto ʿUbayd Allāh rafforzò allora le sue retrovie, avviando la conquista del Maghreb nel 922. Mise al comando colà un emiro locale ma nei fatti egli aveva scarso controllo di quanto nominalmente conquistato in Nordafrica. Gli Emiri omayyadi di Cordova creavano disordini nella regione più a nord, mentre altrettanto facevano a sud gli Idrisidi.
La durezza del regime imposto da ʿUbayd Allāh comportò la rinascita nelle popolazioni maghrebine di correnti oltranziste kharigite.
ʿUbayd Allāh morì il 3 marzo del 934 e suo figlio Abū l-Qāsim al-Qāʾim bi-amr Allāh, cui egli aveva affidato il comando di tutte le sue campagne militari, gli succedette.